# Гаукарль

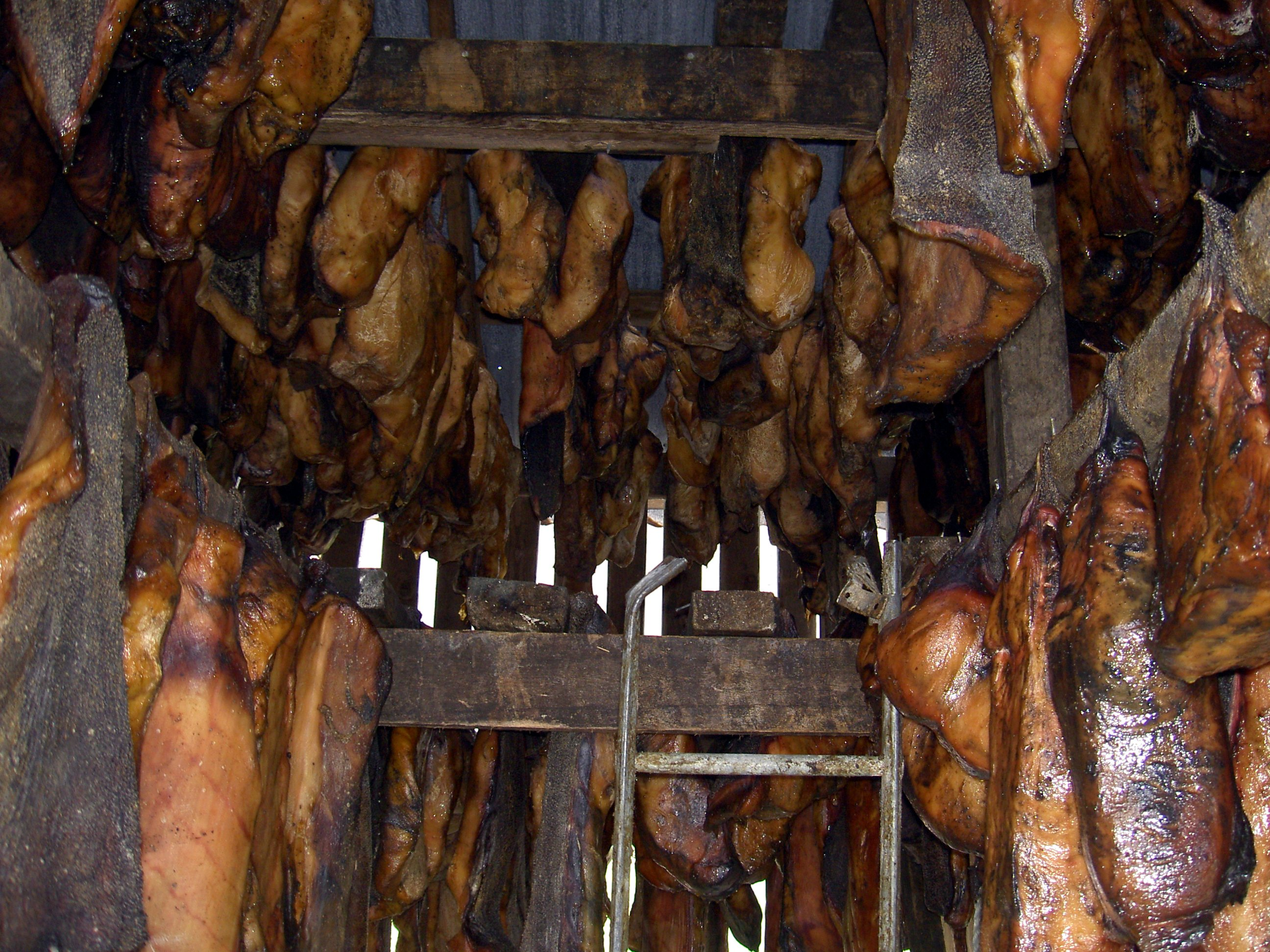
Гаукарль, вивішений для сушіння

Га́укарль (ісл. Hákarl та ісл. kæstur hákarl, в перекладі з ісландської — «квашена акула» або «гренландська акула») — ісландська національна страва: підтухле м'ясо акули гренландської (Somniosus microcephalus). Є однією з частин Торраматюр (Þorramatur) — національної ісландської їжі. За традицією в багатьох містах Ісландії в січні проводять гастрономічний фестиваль «Терраблот». Під час нього прийнято готувати та їсти справжню їжу давніх вікінгів.

## Споживання
Власне м'ясо акули у свіжому вигляді є отруйним через високий вміст сечової кислоти та триметиламіноксиду, але стає придатним для споживання за належної обробки (див. нижче). Воно має характерний запах амоніаку, що нагадує запах багатьох засобів для чистки. Зазвичай подається у вигляді кубиків на зубочистках. У людей, незвичних до вживання, часто спершу викликає блювальний рефлекс через високий вміст амоніаку. Зазвичай його вживають із місцевим алкогольним напоєм бреннівіном. Споживання гаукарля вважають ознакою особистої витривалості та сили.
Гаукарль може бути блідо-червоного або білого кольору.

## Виготовлення
Гаукарль готують із випотрошеної та обезголовленої гренландської (Somniosus microcephalus) або гігантської (Cetorhinus maximus) акули, яку кладуть у викопану в піску неглибоку яму таким чином, щоб черево було на невеличкому горбочку. Після цього акулу вкривають піском та гравієм, а зверху кладуть гніт з каміння, завдяки чому рідини з тіла акули витискаються назовні. Акула гниє протягом 6–12 тижнів, залежно від пори року.
Після цього м'ясо ріжуть на стрічки і підвішують для сушіння протягом кількох місяців. Під час сушіння на поверхні утворюється коричнева кірка, яку видаляють перед розрізанням м'яса на кубики для споживання.